# احتلال عسكري

عرض عسكري للجيش الالماني تحت قوس النصر في باريس بعد معركة فرنسا 1940

الاحتلال العسكري بعرف الأمم المتحدة، هو سيطرة مؤقتّة فعّالة من قبل سلطة معيّنة على إقليمٍ لا يخضع للسيادة الرسميّة من قبل تلك السلطة، بدون انتهاك السيادة الفعليّة. من ثمّ تعرف المنطقة باسم الأرض المحتلّة. يعرف الاحتلال بطبيعته المؤقتّة (أي أنّه لا يطالب بالسيادة الدائمة على الأرض المحتلّة)، وبطبيعته العسكريّة، وبحقوق المواطنة المتعلّقة بالسلطة المسيطرة، التي لا تمنح سكان الأرض المحتلّة جنسيتها.
قد يتم إعداد حكومة عسكريّة رسميّة في الأراضي المحتلّة لتسهيل إدارتها، ولكن هذا الأمر ليس شرطاً ضروريّاً للاحتلال.
ترسم قواعد الاحتلال في مختلف الاتفاقيّات الدوليّة، وفي المقام الأوّل اتفاقية لاهاي لعام 1907م، واتفاقيّات جنيف لعام 1949م، وكذلك ممارسات الدول الثابتة. توفّر الاتفاقيّات الدوليّة ذات الصلة وتعليقات اللجنة الدوليّة للصليب الأحمر ومعاهدات أخرى من قبل علماء الحروب، مبادئ توجيهيّة بشأن مواضيع مثل حقوق وواجبات سلطة الاحتلال، وحماية المدنيّين، ومعاملة أسرى الحرب، وتنسيق عمليّات الإغاثة، وإصدار وثائق السفر، وحقوق الملكيّة للسكان، والتعامل مع الأمور الثقافيّة والفنيّة، وتنظيم اللاجئين، وغيرها من الاهتمامات التي تعتبر مهمّةً للغاية قبل وبعد إيقاف الأعمال العدائيّة. فالبلد الذي يقوم باحتلال بلداً آخراً، وينتهك المعايير المتّفق عليها دوليّاً، يخاطر بحصوله على إدانةٍ كبرى. في الحقبة الحاليّة، أصبح الاحتلال جزءاً كبيراً من اهتمامات القانون الدوليّ العرفيّ، ويشغل حيّزاً من قوانين الحرب أيضاً.

## الاحتلال وقوانين الحرب
في النصف الثاني من القرن الثامن عشر، أصبح القانون الدولي يميّز بين احتلال الأراضي، واكتساب أراضٍ جديدةٍ عن طريق الغزو وضم الأراضي المغزوّة، والفرق بينهما هو تماماً ما طرحه إيمريخ دي فاتيل في قانون الأمم المتحدة لعام 1758م. وقد تمّ الاعتراف بالفارق الواضح بين مبادئ القانون الدوليّ منذ نهاية الحروب النابليونية في القرن التاسع عشر. هذه القوانين العرفيّة للاحتلال والتي تطوّرت كجزء من قوانين الحرب، والتي أعطت الحماية للسكان تحت الاحتلال.
تنص اتفاقية لاهاي لعام 1907م على هذه القوانين العرفيّة، وتحديداً في «قوانين وأعراف الحرب على الأراضي»؛ في 18 تشرين الأول، 1907م «الفرع الثالث للسلطة العسكريّة فوق إقليم الدولة المعادية». تنص المادتان الأولتان من هذا القسم على:
المادة 42
يعتبر الإقليم محتلاً، عندما يتم وضعه بالفعل تحت سلطة الجيش المعادي. يمتد الاحتلال فقط إلى الإقليم الذي أنشئت فيه هذه السلطة، ويمكن ممارستها فيه.
المادة 43
إن سلطة السلطة التشريعيّة تنتقل في واقع الأمر إلى السلطة المحتلّة، بشرط اتّخاذ جميع التدابير ضمن حدود قوتها لأجل استعادة النظام العام والأمن والسلامة العامة وضمانها، مع احترامها للقوانين السارية في البلاد.
في عام 1949م، تم تمديد هذه القوانين التي تتحكم باحتلال الأراضي لدولة ثانية، من خلال اعتماد اتفاقية جينيف الرابعة. جزء كبير من هذه الاتفاقيّة ذو صلةٍ بالأشخاص المحميين في الأراضي المحتلّة. ويتم التوقف عن العمل بهذه الاتفاقيّة بعد عامٍ كاملٍ من انتهاء كل العمليّات العسكريّة في الأرض المحتلّة.
لا يحرم الأشخاص المحميون بموجب هذه الاتفاقيّة من أي منفع من منافع الاتفاقيّة، مهما طرأ تغييرات على هذه الاتفاقيّة. وتحظر المادة 49 من الاتفاقيّة الحركات الجماعيّة القسريّة للأشخاص من أو إلى الأراضي المحتلّة.
عرض القوّات الألمانيّة في شارع الشانزليزيه في باريس، بعد انتصارهم في الحرب الفرنسية البروسية (1870-1871م).

### بداية الاحتلال
تنص المادّة 42 من اتفاقية لاهاي بشأن الحرب على الأراضي لعام 1907م، على أن «الأرض تعتبر محتلّة عندما توضع بالفعل تحت سلطة الجيش المعادي.» إن شكل الإدارة التي تمارس من خلال السلطة القائمة الموكلة من الحكومة المعادية، تسمّى بالحكومة العسكريّة. لا تعرّف اتفاقيّات لاهاي أو اتفاقيات جينيف بشكل مفصل فعل «الغزو». وقد توسّعت المادة 2 من اتفاقيات جينيف في هذا المجال لتشمل الحالات التي لا تتواجد فيها مقاومةً مسلّحة.
لا يجب أن يكون هنالك إعلانٌ رسميّ لبداية تشكيل الحكومة العسكريّة، كما لا يوجد أي شرطٍ لوجود عددٍ معيّن من الأشخاص في هذه الحكومة، من أجل أن يبدأ الاحتلال.

### قوّة/سلطة الاحتلال
إن مصطلح «سلطة الاحتلال»، كما تحدّثت عنها قوانين الحرب، هو أكثر ما يمكن اعتباره «القوّة المحتلّة الرئيسيّة»، أو «قوّة احتلال». وذلك لأن قانون الوكالة متوفرٌ دائماً (عندما يتم تفويض السلطة الإداريّة لاحتلال مناطق معيّنة إلى قوّات أخرى فإن العلاقة «السلطة الرئيسيّة- الوكيل» سارية).
لأن قانون الوكالة هو نمطٌ عام للغاية، ينطبق في المقام الأول في هذه الحالة على أنّه وسيلة لتنظيم العلاقات بين «القوى»، ولكن السؤال الذي يجب أخذه بعين الاعتبار هو حول ما هي اللوجستيات التي يجب النظر فيها. هذا التعريف غير قابل للتطبيق دائماً خارج تلك السياقات التي يمكن تحليلها عن طريق القياس، كما هو مرتبط بالتصوير الحربي، على الرغم من أنها تتعلق بشكل عام بجميع التحالفات العسكريّة المحتملة.

### نهاية الاحتلال
قاعدة: الاحتلال يدوم، حتّى يسود القانون. وفقاً لإيال بنفنستي، يمكن أن ينتهي الاحتلال بعدد من الطرق، مثل: «فقدان السيطرة الفعلية على أرض الواقع للسلطة العسكريّة المعادية، أو من خلال موافقة الحكومة السابقة وأصحاب القرار قبل الاحتلال على شرعيّة الحكومة المعادية في الأرض المحتلّة، أو من خلال التوقيع على اتفاقيّة سلام، أو من خلال نقل السلطة إلى الحكومة السابقة للأرض المحتلة والتي أقرّها السكان المحليّون من خلال استفتاء والتي حصلت أيضاً على اعترافٍ دوليّ.»  هذا يفسّر كالتالي: بالنسبة للحالة التي لا يوجد فيها تنازل إقليميّ، ينتهي الاحتلال يالتسوية السلميّة.

## أمثلة على الاحتلال
في معظم الحروب يتم وضع بعض الأراضي تحت سلطة الجيش المعادي. تنتهي معظم حالات الاحتلال عن طريق وقف الأعمال العسكريّة. وفي بعض الحالات، تُعاد الأراضي المحتلّة إلى أصحابها، وفي حالات أخرى، تبقى الأراضي تحت سيطرة القوّة المعادية المحتلّة، ولكنها غالباً لا تكون أراضي محتلّة عسكريّاً.
عادةً ما يكون الاحتلال مرحلة مؤقتّة، تسبق إما تسليم الإقليم المحتلّ لأصحابه، أو ضمّه للأراضي المعادية. استمرت الكثير من حالات الاحتلال بعد عام 1945م، على مدى أكثر من عقدين من الزمن، مثل احتلال جنوب أفريقيا لناميبيا، واحتلال إندونيسيا لتيمور الشرقية، فضلاً عن الاحتلال المستمرّ لشمال قبرص من قبل تركيا.
تشمل الاحتلالات الأخرى الطويلة، احتلال المملكة المتحدة لجزر فوكلاند/ مالفيناس. واحتلال الصين للتيبت، واحتلال الولايات المتحدة الأمريكية لجزر هاواي. إعلان الحرب، لا يحسم ما إذا كان الاحتلال الحربي يحدث في هذه الحالات من الاحتلال أم لا.
أشهر حالات الاحتلال في القرن الواحد والعشرين هي:
- احتلال إسرائيل للأراضي الفلسطينية منذ عام 1948م وتوسعها في الاحتلال منذ عام 1967م
- احتلال منطقة القاش وبركا في عام 2000م، خلال الحرب الإيريتيريّة الأثيوبيّة.
- احتلال الولايات المتحدة الأمريكيّة للعراق 2003- 2011م.
- احتلال أجزاء من الصومال، خلال الحرب في الصومال 2006-09م.
- احتلال روسيا لغوري وبوتي خلال الحرب الروسيّة الجورجيّة.
- احتلال القرم، وضمّها في عام 2014م، خلال الاضطرابات الموالية لروسيا، في أوكرانيا 2014م.
- احتلال سقطرى في عام 2018م، خلال الحرب الأهليّة اليمنيّة.